# Jatiasih (plaats)
Jatiasih is een bestuurslaag in het regentschap Kota Bekasi van de provincie West-Java, Indonesië. Jatiasih telt 32.077 inwoners (volkstelling 2010).